# Castello di Ponferrada
(Motto dei Templari (Salmo 127) inciso nella torre principale del castello)
Il Castello di Ponferrada (in spagnolo: Castillo de Ponferrada), conosciuto anche come Castillo de los Templarios ("Castello dei Templari") o come Castillo del Temple è un castello templare della città spagnola di Ponferrada, nella provincia di León (Spagna nord-occidentale), lungo il Cammino di Santiago, costruito nella forma attuale tra il 1178 e il 1282 ed ampliato tra il XV e il XVI secolo.
Annoverato tra le maggiori fortezze del nord-ovest della Spagna nel corso del Medioevo, è ora classificato come monumento storico-artistico (dal 1924).

## Ubicazione
Il castello si trova in Avenida del Castillo, in una collina situata alla confluenza dei fiumi Sil e Boeza.

## Caratteristiche
Il castello occupa un'area di circa 8.000 m² ed ha una pianta irregolare.
L'entrata principale si trova nella parte sud-occidentale del castello ed è difesa da un fossato, una cancellata in ferro e, ai lati, da due torri.

Un'enorme muraglia caratterizza invece la parte orientale dell'edificio.

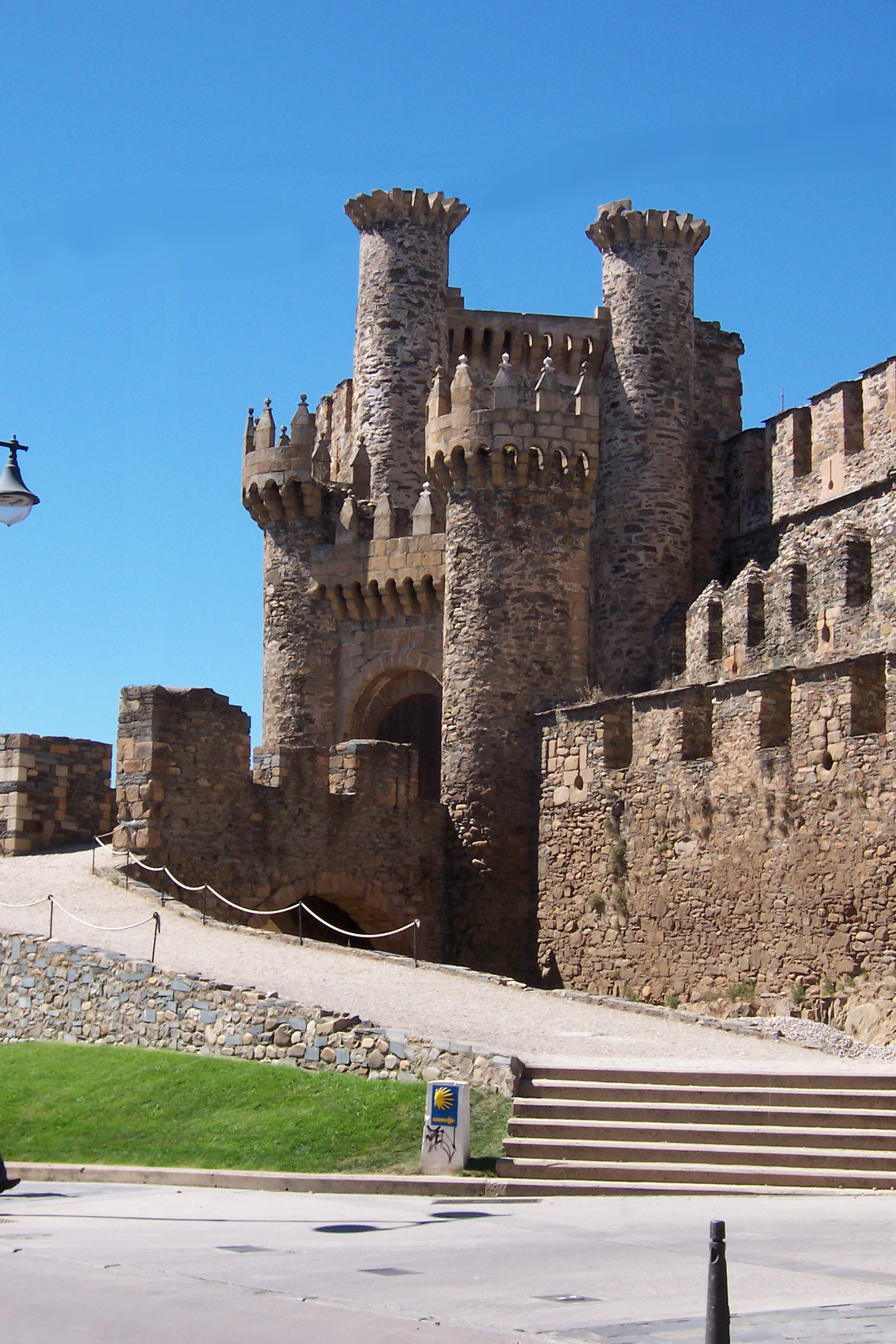
Facciata principale del Castello di Ponferrada
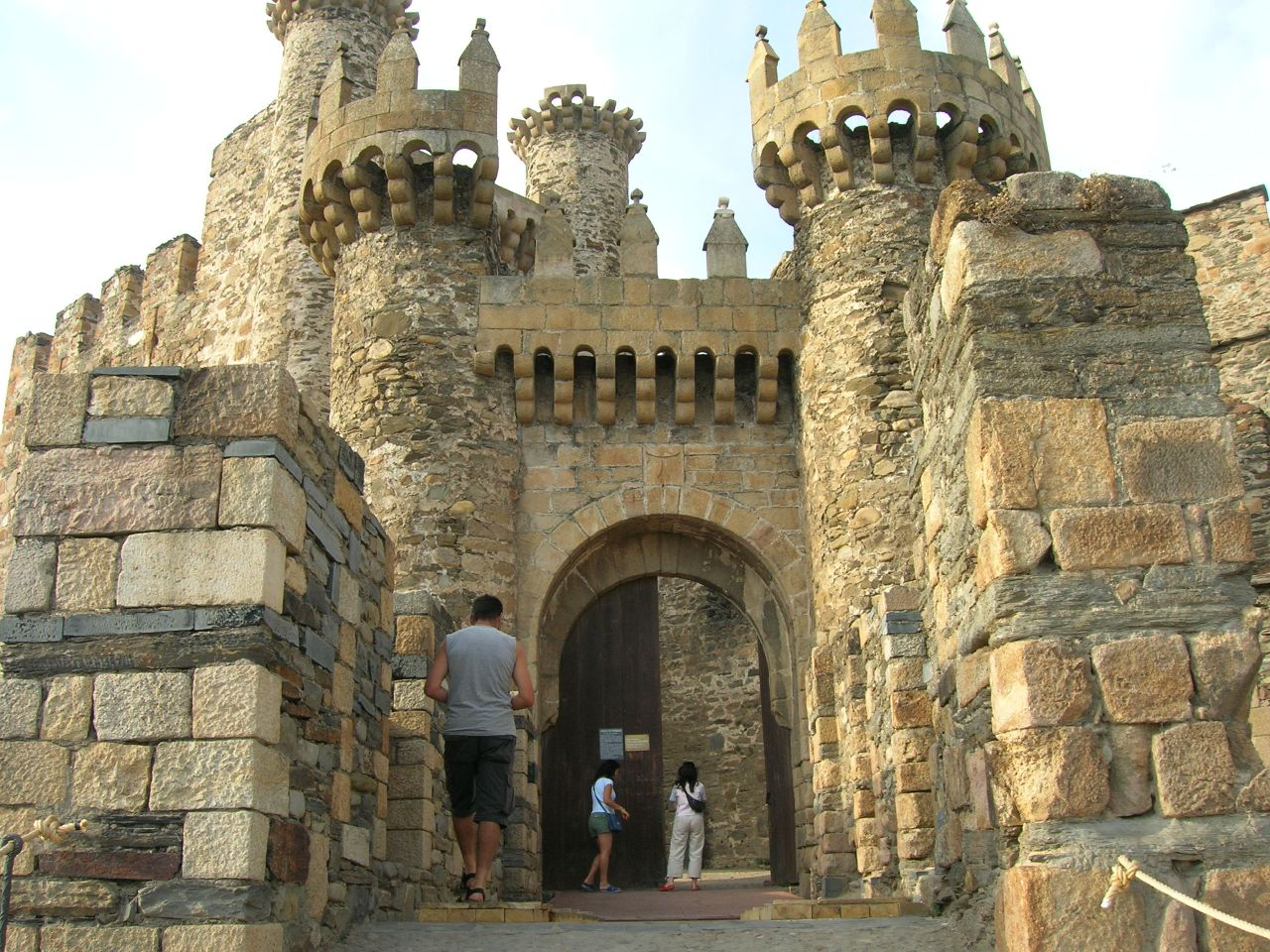
Entrata del Castello di Ponferrada
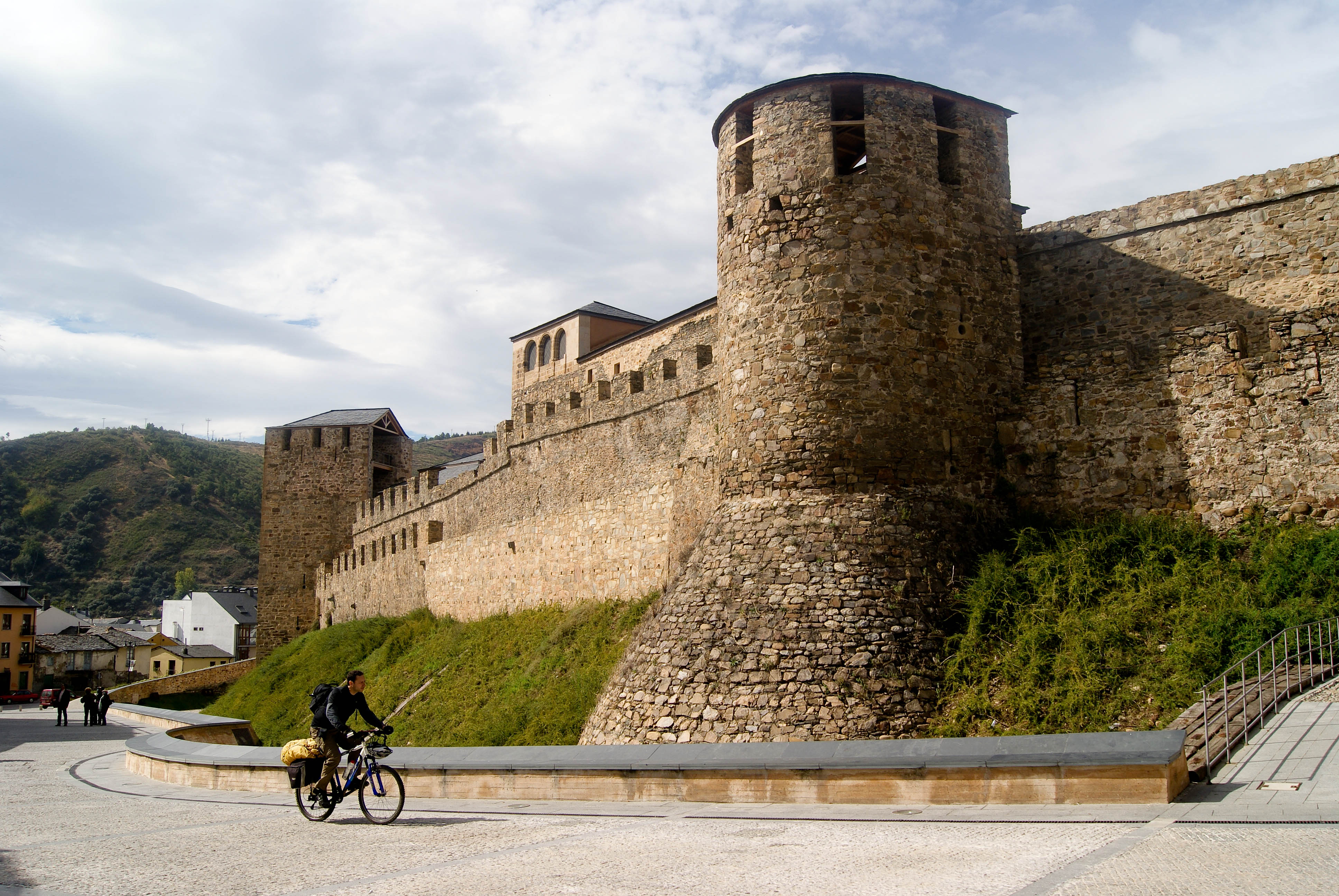
Le mura del castello

|  |

## Storia
Sul luogo dove ore sorge la fortezza attuale si ergeva in origine una cittadella romana con una piccola fortezza.

Dopo che nel 1178 la città di Ponferrada fu ceduta dai regnanti del León ai Templari, questi ultimi iniziarono ad ampliare la fortezza preesistente con lo scopo di proteggere i pellegrini lungo il loro cammino verso Santiago di Compostela.
La prima costruzione terminò nel 1282.
Dopo che nel 1312 fu sciolto l'Ordine dei Templari, il castello finì nelle mani di diversi proprietari.

Tra questi vi furono Pedro Fernández de Castro (? - 1342) e Fadrique Enríquez, duca di Arjona, che intrapresero alcune opere di restauro. Quest'ultimo fece costruire la Torre del Rastrillo o Torre de los Caracoles, che fu in seguito completata da Pedro Álvarez Osorio.
Successive opere di ampliamento furono poi intraprese tra il XV e il XVI secolo.
Nel 1811, furono fatte saltare in aria alcune torri del castello per impedire che fosse preso in possesso dai Francesi.
Nel 1848, fu aggiunta al castello una scuderia.
Nel 1924, l'edificio fu dichiarato monumento storico-artistico.

## Punti d'interesse.[5]
- Torre Rastrillo o Torre de los Caracoles
- Nueva Torre del Homenaje, la torre meglio conservata del castello[5]
- Vieja Torre del Homenaje

## Il Castello di Ponferrada in letteratura
- Il Castello di Ponferrada è citato nel romanzo di Paulo Coelho Il Cammino di Santiago (O Diário de um Mago, 1987).[9]